# گئورگی آمیراگوف
گئورگی آمیراگوف (ارمنی: Գեորգի Ամիրագով؛ زاده ۲۳ دسامبر ۱۹۵۷ - درگذشته ۳ ژوئن ۲۰۱۸) بازیگر، سینما اهل ارمنستان بود.

## زندگی‌نامه
وی در ۲۳ دسامبر ۱۹۵۷ در ایروان به دنیا آمد و از دانشگاه پلی‌تکنیک ارمنستان فارغ‌التحصیل گشت. وی همچنین برنده جوایزی همچون چهره هنری شایسته جمهوری ارمنستان، مدال طلای وزارت فرهنگ جمهوری ارمنستان و هنرمند افتخاری جمهوری ارمنستان شد. وی در ۳ ژوئن ۲۰۱۸ در سن ۶۰ سالگی در ارمنستان درگذشت.